# Tubulanus tubicola
Tubulanus tubicola är en djurart som tillhör fylumet slemmaskar, och som först beskrevs av Julius Thomas von Kennel 1891.  Tubulanus tubicola ingår i släktet Tubulanus och familjen Tubulanidae. Inga underarter finns listade i Catalogue of Life.